# Team Visma-Lease a Bike (femenino)
El Team Visma | Lease a Bike (código UCI: TVL) es un equipo ciclista femenino de los Países Bajos de categoría UCI Women's WorldTeam, máxima categoría femenina del ciclismo en ruta a nivel mundial.

## Material ciclista
El equipo utiliza bicicletas Look, y componentes Shimano.

## Clasificaciones UCI
Las clasificaciones del equipo y de su ciclista más destacado son las siguientes:
| Temporada | Clasificación por equipos | Mejor corredor | Posición |
| 2021      |                           |                |          |

## Palmarés
Para años anteriores véase: Palmarés del Team Visma-Lease a Bike.

### Palmarés 2025

#### UCI WorldTour Femenino
| Fechas      | Carreras                        | Ganadora               |
| 12 de abril | París-Roubaix                   | Pauline Ferrand-Prévot |
| 5 de mayo   | 2.ª etapa de la Vuelta a España | Marianne Vos           |
| 9 de mayo   | 6.ª etapa de la Vuelta a España | Marianne Vos           |
| 26 de julio | 1.ª etapa del Tour de Francia   | Marianne Vos           |
| 2 de agosto | 8.ª etapa del Tour de Francia   | Pauline Ferrand-Prévot |
| 3 de agosto | 9.ª etapa del Tour de Francia   | Pauline Ferrand-Prévot |
| 3 de agosto | Tour de Francia                 | Pauline Ferrand-Prévot |

#### UCI ProSeries
| Fechas | Carreras | Ganadora |

#### Calendario UCI Femenino
| Fechas      | Carreras                                     | Ganadora         |
| 8 de marzo  | 3.ª etapa de la Vuelta a Extremadura Féminas | Imogen Wolff     |
| 4 de mayo   | Festival Elsy Jacobs en Luxemburgo           | Martina Fidanza  |
| 11 de mayo  | Trofeo Maarten Wynants                       | Martina Fidanza  |
| 18 de julio | 2.ª etapa del Baloise Ladies Tour            | Nienke Veenhoven |
| 20 de julio | 4.ª etapa del Baloise Ladies Tour            | Martina Fidanza  |

#### Campeonatos nacionales
| Fechas      | Carreras                                    | Ganadora            |
| 26 de junio | Campeonato de Eslovaquia Contrarreloj (CRI) | Viktória Chladoňová |
| 28 de junio | Campeonato de Eslovaquia en Ruta            | Viktória Chladoňová |

## Plantillas
Para años anteriores, véase Plantillas del Team Visma-Lease a Bike

### Plantilla 2025
| Integrantes del equipo 2025 | Integrantes del equipo 2025 | Integrantes del equipo 2025      | Integrantes del equipo 2025 |
| Corredor                    | Fecha de nacimiento         | Equipo previo                    |                             |
| --------------------------- | --------------------------- | -------------------------------- | --------------------------- |
| Carlijn Achtereekte         | 29 de enero de 1990         |                                  |                             |
| Marion Bunel                | 7 de octubre de 2004        | St Michel-Mavic-Auber 93 (2024)  |                             |
| Viktória Chladoňová         | 15 de noviembre de 2006     |                                  |                             |
| Femke de Vries              | 16 de abril de 1994         | GT Krush Rebellease (2024)       |                             |
| Pauline Ferrand-Prévot      | 10 de febrero de 1992       |                                  |                             |
| Martina Fidanza             | 5 de noviembre de 1999      | Ceratizit-WNT Pro Cycling (2024) |                             |
| Mijntje Geurts              | 25 de octubre de 2003       | Lotto Dstny Ladies (2023)        |                             |
| Lieke Nooijen               | 20 de julio de 2001         | Parkhotel Valkenburg (2023)      |                             |
| Maud Oudeman                | 29 de septiembre de 2003    | Canyon-SRAM Racing (2022)        |                             |
| Rosita Reijnhout            | 8 de abril de 2004          |                                  |                             |
| Linda Riedmann              | 23 de marzo de 2003         |                                  |                             |
| Eva van Agt                 | 18 de marzo de 1997         | Le Col-Wahoo (2022)              |                             |
| Fem van Empel               | 3 de septiembre de 2002     | Pauwels Sauzen-Bingoal (2022)    |                             |
| Nienke Veenhoven            | 20 de marzo de 2004         |                                  |                             |
| Margaux Vigié               | 21 de julio de 1995         | Lifeplus Wahoo (2023)            |                             |
| Sophie von Berswordt        | 21 de mayo de 1996          |                                  |                             |
| Marianne Vos                | 13 de mayo de 1987          | CCC-Liv (2020)                   |                             |
| Imogen Wolff                | 26 de marzo de 2006         | Shibden Apex RT (2024)           |                             |
|                             |                             |                                  |                             |
| Fuente: ProCyclingStats     |                             |                                  |                             |